# Sandro Bovo
Sandro Bovo (Padova, 1972) è un pattinatore italiano, detentore del record del mondo di velocità su pattini in discesa e detentore del record mondiale di velocità in gara.

## Carriera
Nel 2016 ha stabilito il Record del Mondo e Guinness World Record di velocità su pattini in discesa, con una velocità di 124,67 chilometri orari. 
Migliori piazzamenti in carriera:  
1º posto Campionati Italiani Top Speed 2015 e 2016
2º posto Campionati Italiani Cross 2015
3º posto Campionati Italiani Crono 2015 e 2016
4º posto DHX CapeTown 2002 . 
È inoltre detentore del record mondiale di velocità in gara, con una velocità di 119 chilometri orari.
In totale ha partecipato a 15 stagioni i Coppa del Mondo, 6 Campionati Mondiali e a 3 campionati italiani.